# Сумая
Сумая (баск. Zumaia (офіційна назва), ісп. Zumaya) — муніципалітет в Іспанії, у складі автономної спільноти Країна Басків, у провінції Гіпускоа. Населення — 9285 осіб (2009).
Муніципалітет розташований на відстані близько 340 км на північ від Мадрида, 21 км на захід від Сан-Себастьяна.
На території муніципалітету розташовані такі населені пункти: (дані про населення за 2009 рік)
- Ойкія: 286 осіб
- Артаді: 58 осіб
- Сумая: 8941 особа

## Демографія
Динаміка населення (INE ):

## Відомі люди
У муніципалітеті народилася зірка балету Лусія Лакарра.

## Галерея зображень

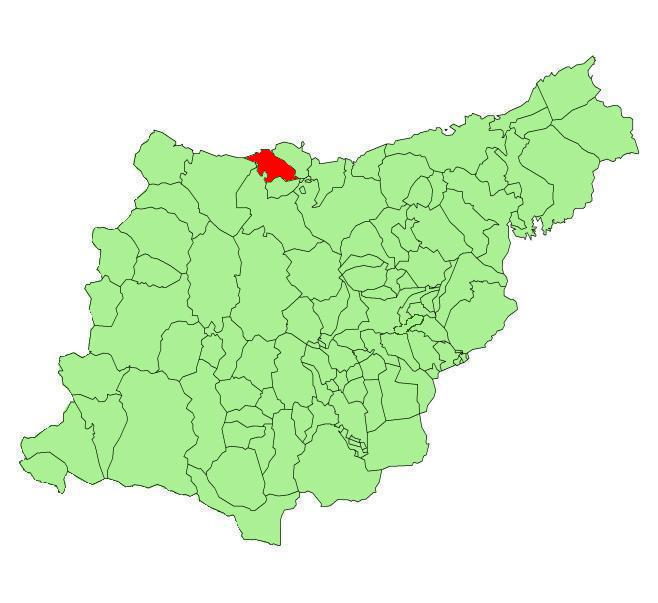
Розташування муніципалітету
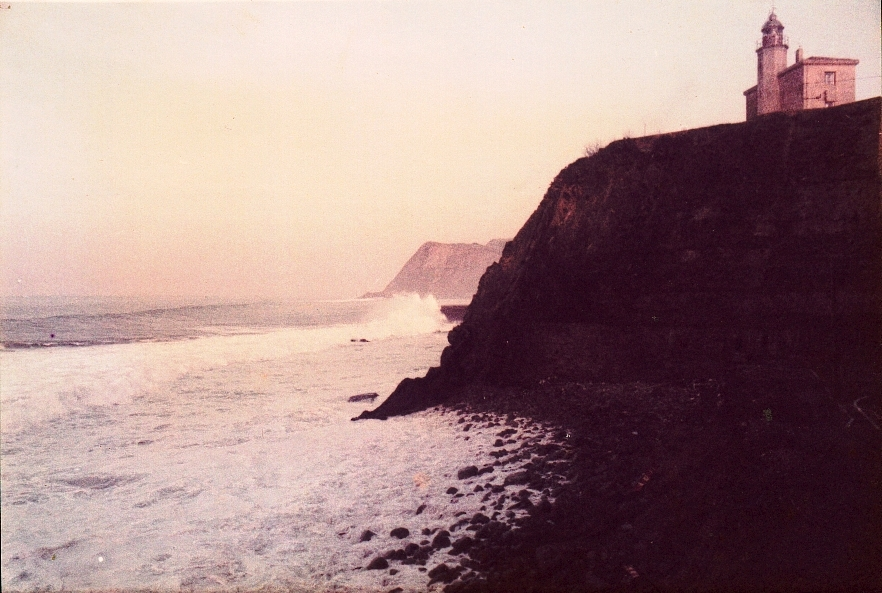
Маяк у місті Сумая
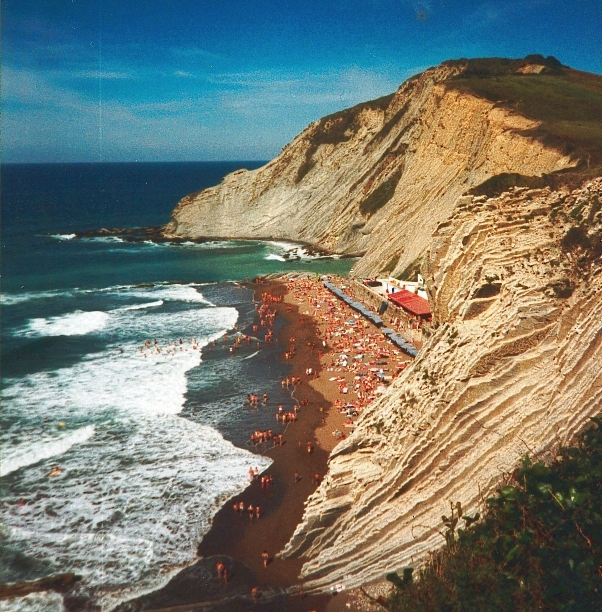
Пляж Іцурун